# Гамогма-Бослеви
Гамогма-Бослеви (груз. გამოღმა ბოსლევი) — село в Грузии, на территории Зестафонского муниципалитета края (мхаре) Имеретия.

## География
Село находится в западной части Грузии, на правом берегу реки Квирилы, на расстоянии приблизительно 10 километров (по прямой) к северо-востоку от города Зестафони, административного центра муниципалитета. Абсолютная высота — 567 метров над уровнем моря.

## Население
По результатам официальной переписи населения 2014 года, в Гамогма-Бослеви проживало 397 человек (209 мужчин и 188 женщин). В национальной структуре населения грузины составляли 100 %.
| Год  | Население, человек |
| ---- | ------------------ |
| 2002 | 707                |
| 2014 | ↘ 397              |